# Ski nautique aux Jeux olympiques d'été de 1972
Le ski nautique est l'un des deux sports de démonstration des Jeux olympiques d'été de 1972 à Munich. Il s'agit de la seule apparition de ce sport dans des Jeux olympiques.  35 participants provenant de 20 pays prennent part à six épreuves : slalom, figures et saut masculins et féminins. 

## Résultats

### Slalom hommes
| Rang | Sportif               | Pays                 | Bouées |
| ---- | --------------------- | -------------------- | ------ |
| 1    | Roby Zucchi           | Italie               | 44.0   |
| 2    | Wayne Grimditch       | États-Unis           | 38.5   |
| 3    | Jean–Michel Jamin     | France               | 38.0   |
| 3    | Heikki Olamo          | Finlande             | 38.0   |
| 5    | Hans–Willi Eilermeier | Allemagne de l'Ouest | 32.0   |
| 6    | Karl–Heinz Benzinger  | Allemagne de l'Ouest | 29.5   |
| 7    | Bruce Cockburn        | Australie            | 28.5   |
| 8    | Graeme Cockburn       | Australie            | 28.0   |
| 9    | Ricky McCormick       | États-Unis           | 27.5   |
| 9    | Kim Reid              | Canada               | 27.5   |
| 9    | lan Walker            | Grande-Bretagne      | 27.5   |
| 12   | Andres Botero         | Colombie             | 21.0   |
| 13   | Pierre Clerc          | Suisse               | 17.5   |
| 14   | Pierre Plouffe        | Canada               | 7.5    |
| 15   | Wolfgang Loscher      | Autriche             | 6.5    |

### Figures hommes
| Rang | Sportif              | Pays                 | Points |
| ---- | -------------------- | -------------------- | ------ |
| 1    | Ricky McCormick      | États-Unis           | 5340   |
| 2    | Wayne Grimditch      | États-Unis           | 4510   |
| 3    | Karl-Heinz Benzinger | Allemagne de l'Ouest | 4240   |
| 4    | Bruce Cockburn       | Australie            | 3940   |
| 5    | Graeme Cockburn      | Australie            | 3860   |
| 6    | Max Hofer            | Italie               | 3850   |
| 7    | Edgardo Martin       | Argentine            | 3720   |
| 8    | lan Walker           | Grande-Bretagne      | 3560   |
| 8    | Roby Zucchi          | Italie               | 3560   |
| 10   | Jean Veys            | Belgique             | 2990   |
| 11   | Pierre Plouffe       | Canada               | 2930   |
| 12   | Jean-Yves Parpette   | France               | 2740   |
| 13   | Pierre Clerc         | Suisse               | 2640   |
| 14   | Paul Seaton          | Grande-Bretagne      | 2160   |
| 15   | Heikki Olamo         | Finlande             | 2060   |
| 16   | Michel Finsterwald   | Suisse               | 1770   |

### Saut hommes
| Rang | Sportif            | Pays                 | Mètres |
| ---- | ------------------ | -------------------- | ------ |
| 1    | Ricky McCormick    | États-Unis           | 43.75  |
| 2    | Max Hofer          | Italie               | 37.70  |
| 2    | Hagen Klie         | Allemagne de l'Ouest | 37.70  |
| 4    | Carlos Garcia      | Mexique              | 36.40  |
| 5    | Bruce Cockburn     | Australie            | 35.50  |
| 6    | Pierre Clerc       | Suisse               | 35.40  |
| 7    | Roby Zucchi        | Italie               | 35.10  |
| 8    | Jean-Yves Parpette | France               | 34.75  |
| 9    | Paul Seaton        | Grande-Bretagne      | 34.40  |
| 10   | Pierre Plouffe     | Canada               | 33.90  |
| 11   | Graeme Cockburn    | Australie            | 33.10  |
| 12   | Kim Reid           | Canada               | 31.90  |
| 13   | Alan Dagg          | Irlande              | 31.05  |
| 14   | Wayne Grimditch    | États-Unis           | 30.15  |

### Slalom femmes
| Rang | Sportive          | Pays       | Bouées |
| ---- | ----------------- | ---------- | ------ |
| 1    | Liz Allen-Shetter | États-Unis | 35.0   |
| 2    | Willy Stähle      | Pays-Bas   | 31.5   |
| 3    | Pat Messner       | Canada     | 29.0   |
| 4    | Sylvie Maurial    | France     | 28.0   |
| 5    | Kaye Thurlow      | Australie  | 27.0   |

### Figures femmes
| Rang | Sportive          | Pays       | Points |
| ---- | ----------------- | ---------- | ------ |
| 1    | Willy Stähle      | Pays-Bas   | 3140   |
| 2    | Kaye Thurlow      | Australie  | 2750   |
| 3    | Sylvie Maurial    | France     | 2560   |
| 4    | Sylvie Hülsemann  | Luxembourg | 1780   |
| 5    | Liz Allen-Shetter | États-Unis | 1550   |

### Saut femmes
| Rang | Sportive          | Pays                 | Mètres |
| ---- | ----------------- | -------------------- | ------ |
| 1    | Sylvie Maurial    | France               | 27.40  |
| 2    | Kaye Thurlow      | Australie            | 27.30  |
| 3    | Liz Allen-Shetter | États-Unis           | 25.70  |
| 4    | Willy Stähle      | Pays-Bas             | 25.35  |
| 5    | Petra Trautmann   | Allemagne de l'Ouest | 24.10  |
| 6    | Karen Morse       | Grande-Bretagne      | 23.25  |